# Constantin Popovici
Constantin Popovici (Bucarest, 2 ottobre 1988) è un tuffatore rumeno. Ha rappresentato la Romania ai Giochi olimpici di Pechino 2008.

## Biografia
Si è qualificato per i Giochi olimpici di Pechino 2008 grazie ai suoi piazzamenti nella Coppa del Mondo di tuffi 2008.
Alle olimpiadi ha gareggiato nel concorso dei tuffi dalla piattaforma 10 metri dove ha ottenuto il ventitreesimo posto, chiudendo alle spalle del messicano Germán Sánchez.
Nel 2018 si è dedicato ai tuffi grandi altezze partecipando all FINA High Diving World Cup di Abu Dhabi. Ha preso parte anche alla Red Bull Cliff Diving World Series 2019.
Ha preso parte ai mondiali di Gwangju 2019 dove si è classificato quarantunesimo nel concorso dalla piattaforma 10 metri.
Ha partecipato ai campionati europei di tuffi di Kiev 2019, nella piattaforma 10 metri e nel sincro 10 metri misti. In entrambe le competizioni ha concluso al quinto posto.

## Palmarès
- Mondiali

Fukuoka 2023: oro nei tuffi dalle grandi altezze.
Singapore 2025: bronzo nei tuffi dalle grandi altezze.
- Europei

Roma 2022: oro nei tuffi dalle grandi altezze.

## Riconoscimenti
- Atleta dell'anno World Aquatics: 2023